# De Cock en het kind van de rekening
 De Cock en het kind van de rekening  is het drieënnegentigste deel van de Nederlandse detectiveserie De Cock.

## Hoofdrolspelers
- Het recherchetrio Jurre de Cock, Dick Vledder, Appie Keizer aangevuld met Lotty
- Corneel Buitendam, commissaris bureau Warmoesstraat
- Officier van Justitie Mr. Marlous Dragstra
- Joop Koedam alias Jopie Kapok, een variant op de stijlvolle inbreker Handige Henkie
- J.M. Dubois, Hennie, handelaar in roerende goederen; hij heeft een zus Nora met een gehandicapt neefje Luuk
- Remco Maas, na 12 jaar celstraf wegens moord op een juwelier, net weer vrij man

## Plot
Oudejaarsavond viert De Cock dit jaar thuis met echtgenote, schoonzus en Dick Vledder. Laat in de avond belt een haveloze man aan die De Cock smeekt om hulp. Twee jonge gasten zitten achter hem aan. De grijze rechercheur verwijst hem naar het dichtstbijzijnde politiebureau.
Vlak na nieuwjaar wordt er een dode man aangetroffen op een bankje bij een kinderspeelplaats aan de Noordermarkt. Technisch rechercheur Ben Kreuger vindt een mes met een bloeddruppel. De dode man blijkt Joop Koedam te zijn, getroffen door meerdere messteken. Maar het gevonden mes op de plaats delict blijkt van Joop zelf en het bloeddruppeltje eraan  behoorde toe aan een delinquent, die later in het onderzoek werd herleid tot Donnie, de zoon van Remco Maas.
De Cock wordt vervolgens bij een tweede moord geroepen. Hennie wordt gewurgd met een sjaaltje thuis aan de Herenmarkt aangetroffen.
De Cock en Buitendam moeten opdraven bij Marlous Dragstra, die vreest voor een onderwereldoorlog. Dat gerucht zingt rond bij het OM. Ze tipt De Cock over de vrijlating van Remco Maas.
De Cock had het strafdossier van Remco Maas al laten doorpluizen en was tot de conclusie gekomen dat destijds Hennie Remco had getipt waar een juwelenbuit was te halen. Remco had voor de te kraken kluis Jopie Kapok meegenomen. Maar alles liep mis. Ze werden opgewacht door een juwelier met een groot slagersmes, die de kogels van Remco niet overleefde. Jopie en een chauffeur vluchtten subiet  maar Remco kreeg 12 jaar voor moord.
Het eerste sterfgeval weet Jurre snel op te lossen. De man die op oudejaarsavond bij hem aanbelde, was met een mes op Donnie afgestormd en liep in blinde woede in het mes van Donnie. Noodweer. Maar Jurre laat Donnie voor de loop van het onderzoek nog even in het politiebureau logeren om Buitendam rustig te houden.
Bleef nog het tweede sterfgeval. Hennie. Die had geld in bewaring van zijn zus Nora, bestemd voor haar gehandicapte zoon Luuk, en ook van zijn neef Ferry. Maar Lotty ontdekt dat al het geld naar Antwerpen is overgeboekt en aldaar overgedragen aan de cryptozwendelaar Kryztoff K., die met de noorderzon is verdwenen.
De Cock verandert nu van scenario. De familie van Hennie kwam verhaal halen en neef Ferry is er gloeiend bij door een parkeerbon op het tijdstip van het delict. Maar geconfronteerd met de feiten komt het tot een reconstructie van een hysterisch spektakel waarbij de beschuldigde Ferry Luuk als dader aanwijst.
De Cock en zijn team bespreken thuis met zijn vrouw  de twee zaken. Twee dode mannen die dit keer niet tot een strafzaak zullen leiden. Donnie komt weg met noodweer en Luuk is sinds zijn geboorte volledig ontoerekeningsvatbaar. De sterfgevallen zijn gestopt maar er is nooit sprake geweest van een onderwereldoorlog.

## Verklaring van het begrip crypto
“Hennie heeft zijn geld ingeruild voor iets dat niet bestaat maar wel waarde heeft.”(De Cock samen met de fiscalist van Hennie A.N.M. Janssen)